# یواس‌اس سیمپسون (دی‌دی-۲۲۱)
یواس‌اس سیمپسون (دی‌دی-۲۲۱) (به انگلیسی: USS Simpson (DD-221)) یک کشتی بود که طول آن ۳۱۴ فوت ۴ ۱⁄۲ اینچ (۹۵٫۸۲ متر) بود. این کشتی در سال ۱۹۲۰ ساخته شد.